# Cung Thể Thao Paris

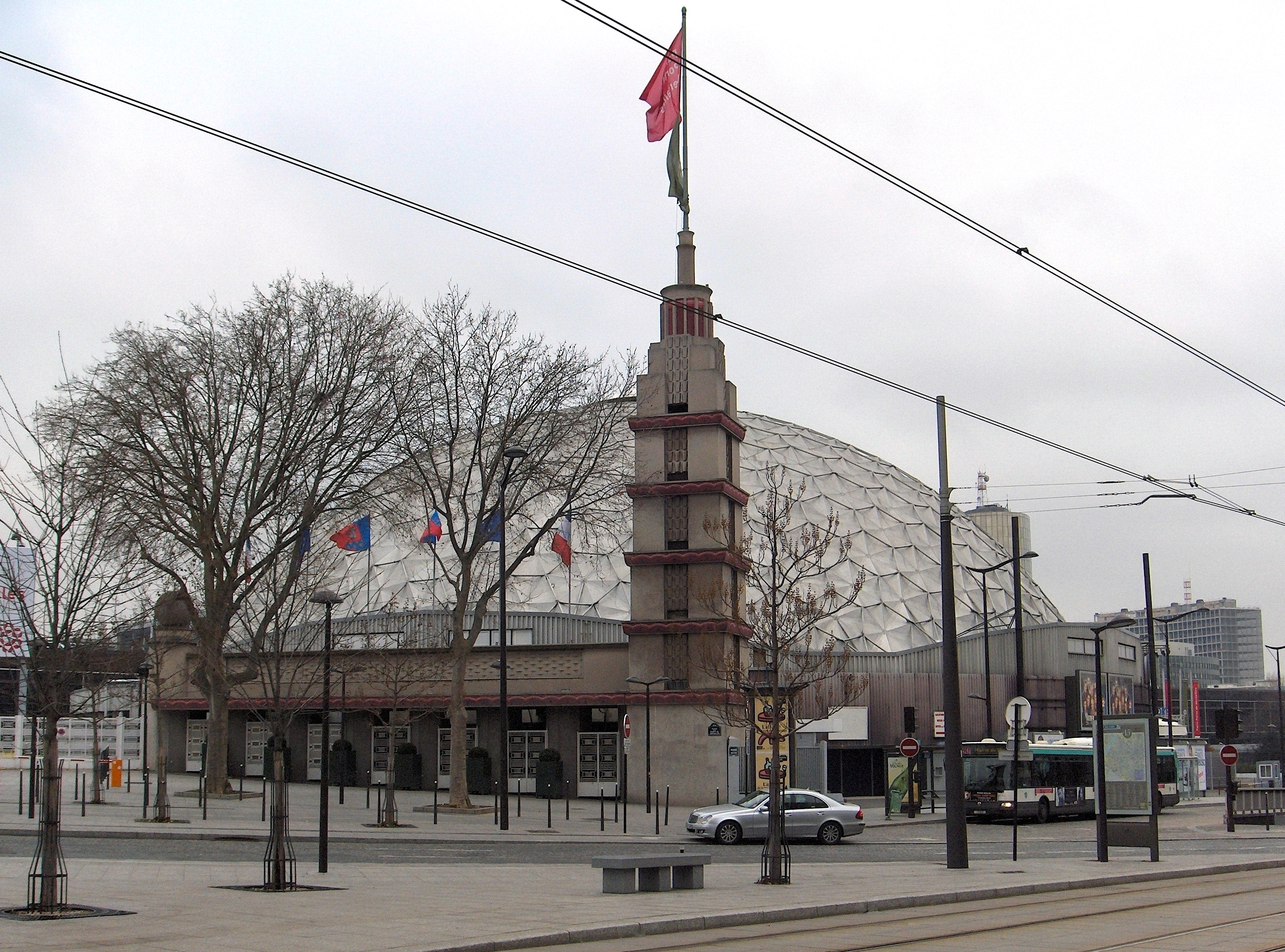
Palais des Sports de Paris

Cung Thể thao Paris (tiếng Pháp: Palais des Sports) là một công trình liên hợp thi đấu thể thao và trình diễn nghệ thuật nằm tại Quảng trường Porte de Versailles, Paris, Pháp. Đây là một nơi từng trình diễn rất nhiều vở ca kịch nổi tiếng của Pháp và thế giới. Công trình có dạng một tòa nhà có mái kiểu một nửa của vòng trắc đạc, do kiến trúc sư Richard Buckminster Fuller thiết kế.
Một công trình khác hay bị nhầm lẫn với nó là Cung thể thao Paris-Bercy (tiếng Pháp: Palais omnisports de Paris-Bercy, được viết tắt: POPB) cũng ở Paris, nằm bên cạnh sông Seine, giữa trụ sở Bộ Tài chính và công viên Bercy.
| Métro Paris | Bến tàu điện ngầm: Porte de Versailles |

## Các vở ca kịch Pháp
- Năm 1973: Cách mạng tư sản Pháp (La Révolution Française)
- Năm 1980: Những người khốn khổ (Les Misérables)
- Năm 1997: Starmania
- Năm 1998: Câu chuyện phía Tây (West Side Story)
- Năm 2000 và 2001: Mười điều răn của Thiên Chúa (Les Dix Commandements)
- Năm 2003: Cuốn theo chiều gió (Autant en emporte le Vent)
- Năm 2004: Đấu sĩ (Gladiateur)
- Năm 2005 và 2006: Vua Louis Mặt Trời (Le Roi Soleil)
- Năm 2009: Cleopatra, nữ hoàng cuối cùng của Ai Cập (Cléopatra, la dernière reine d'Egypte)
- Năm 2009 và 2010: Mozart

## Hình ảnh

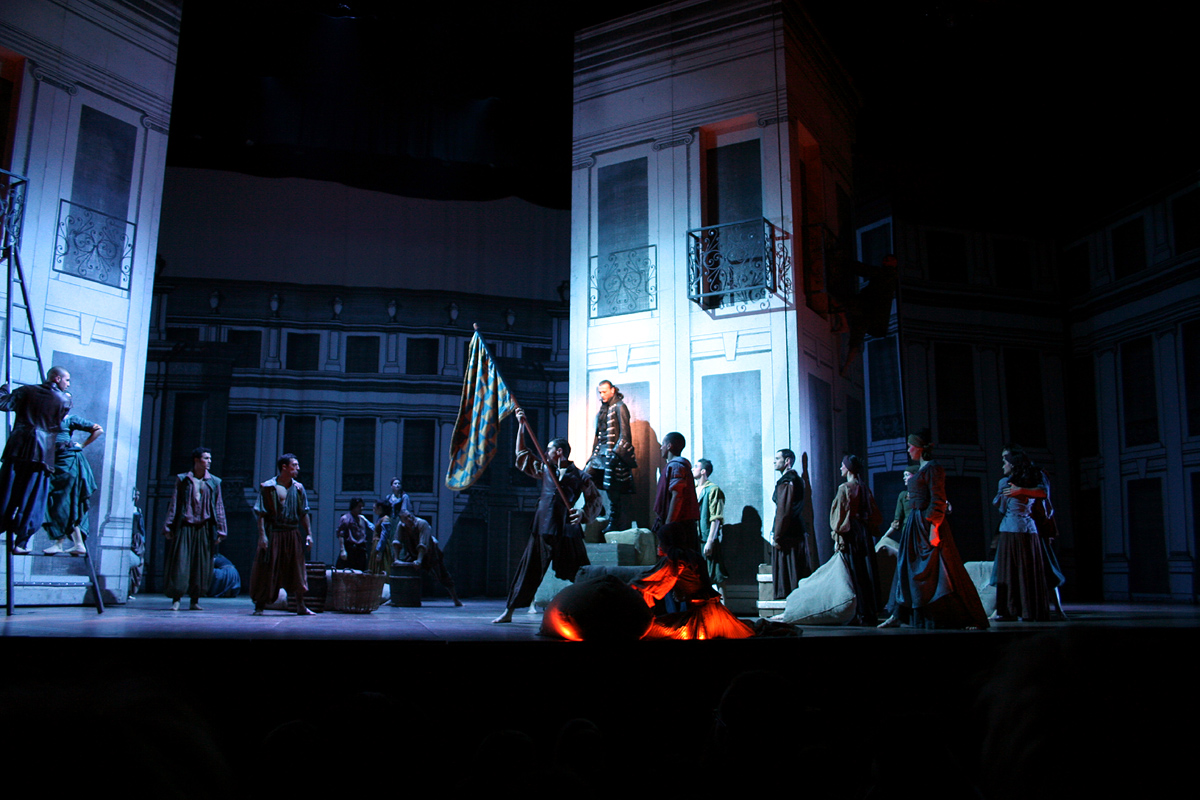
Vở ca kịch "Vua Louis Mặt Trời"
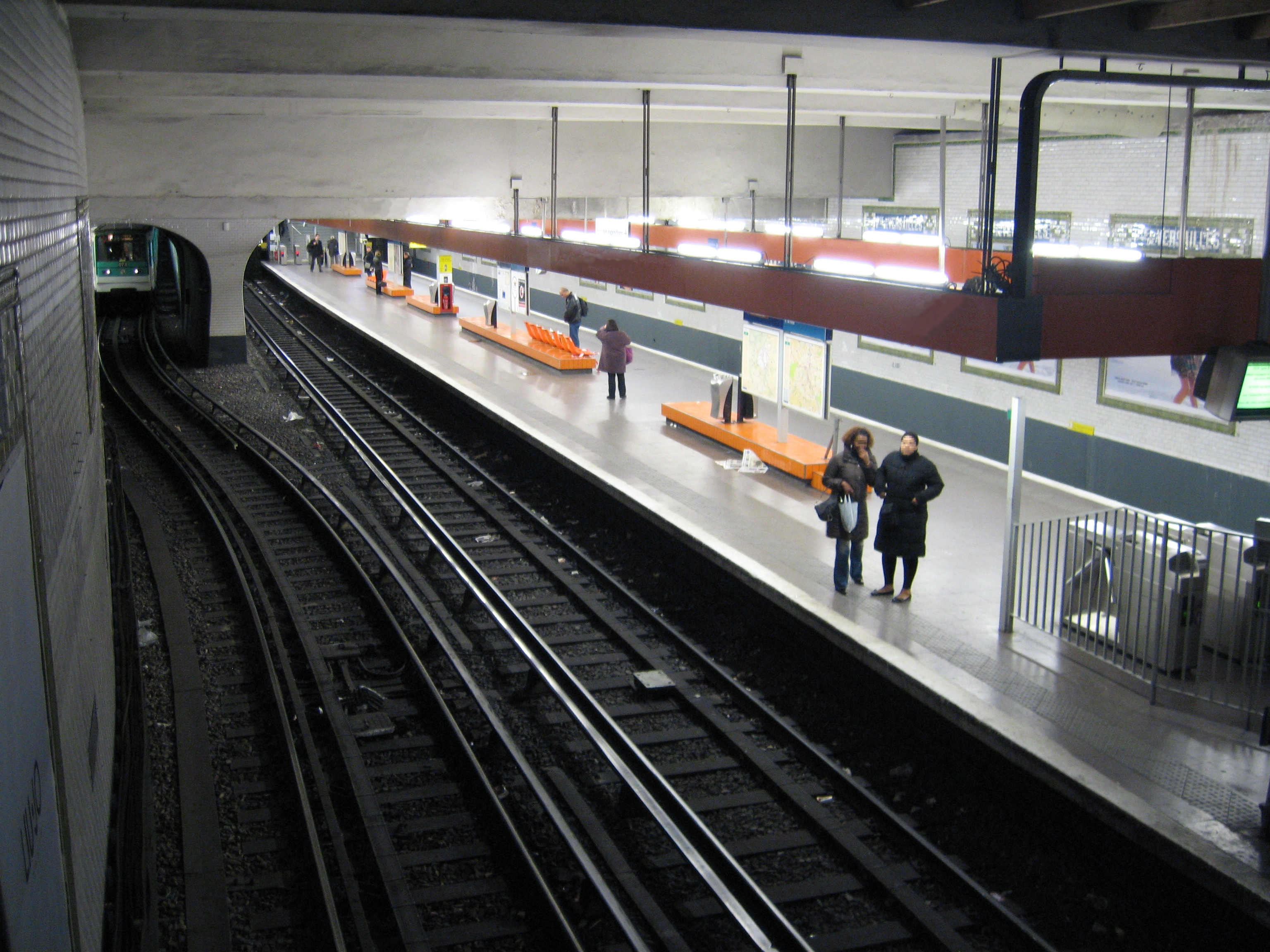
Đường tàu điện ngầm
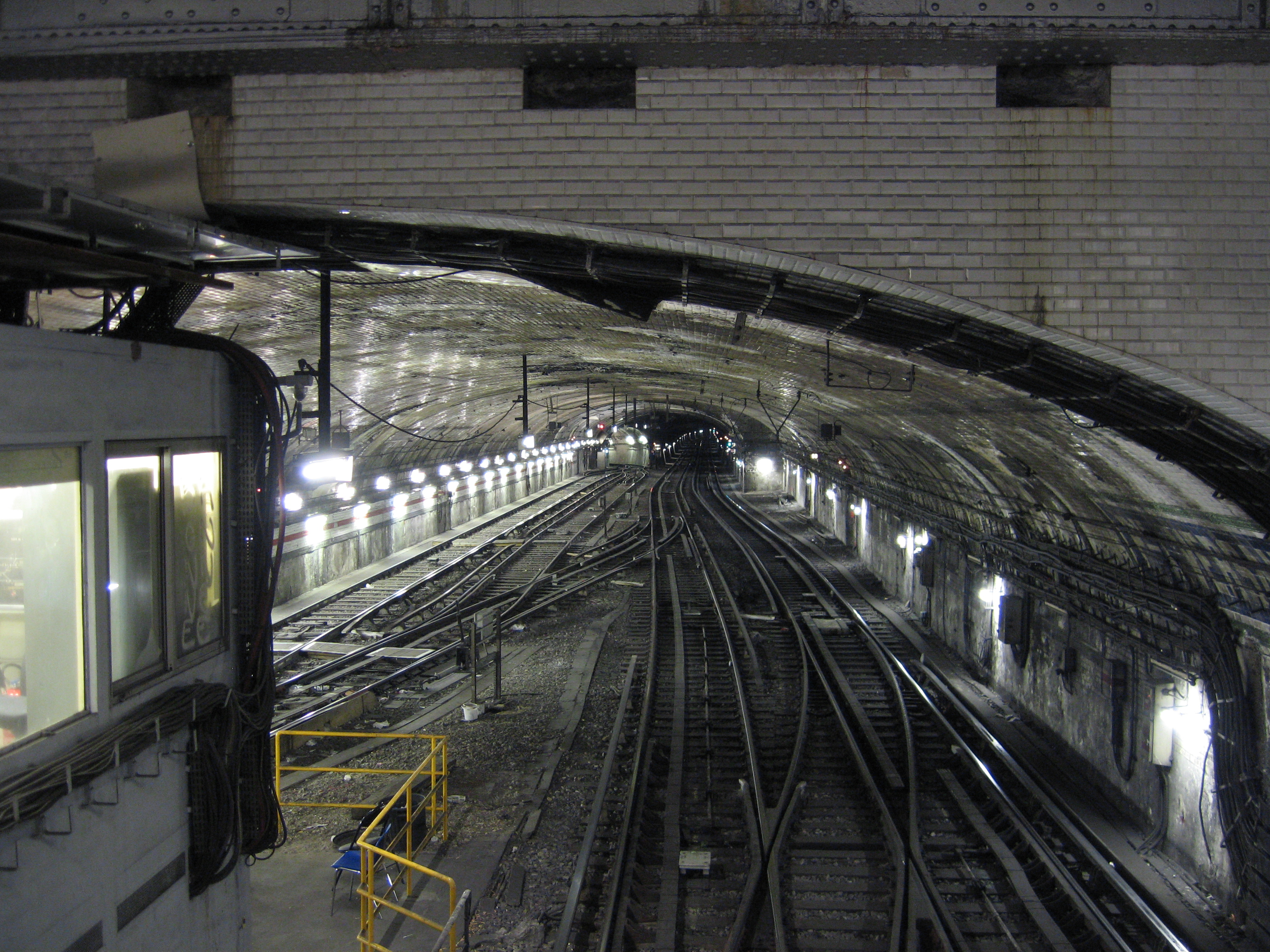
Đường tàu điện ngầm
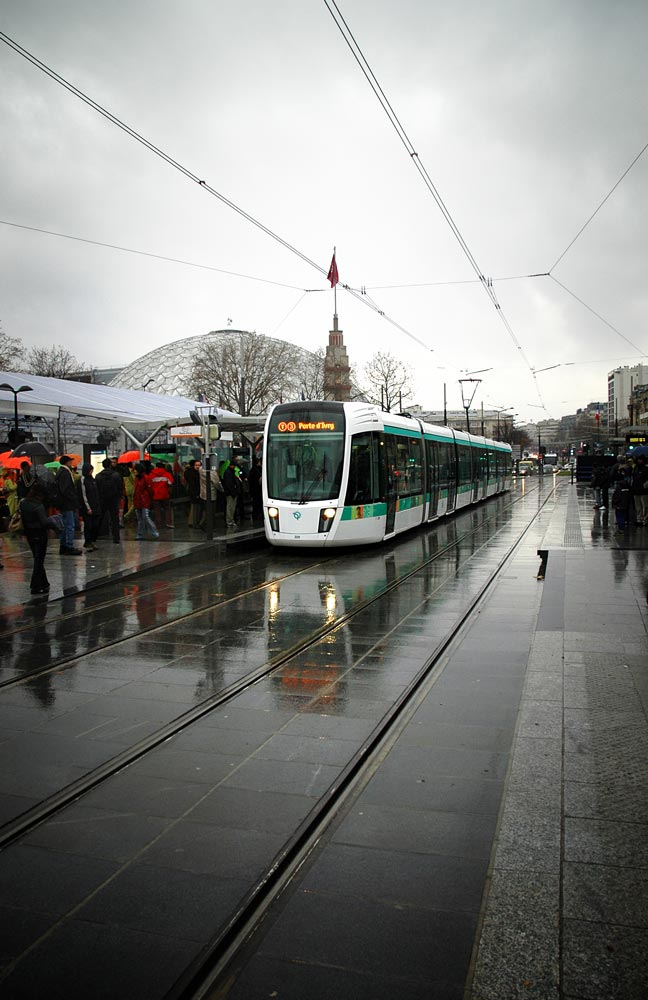
Quang cảnh Palais des Sports
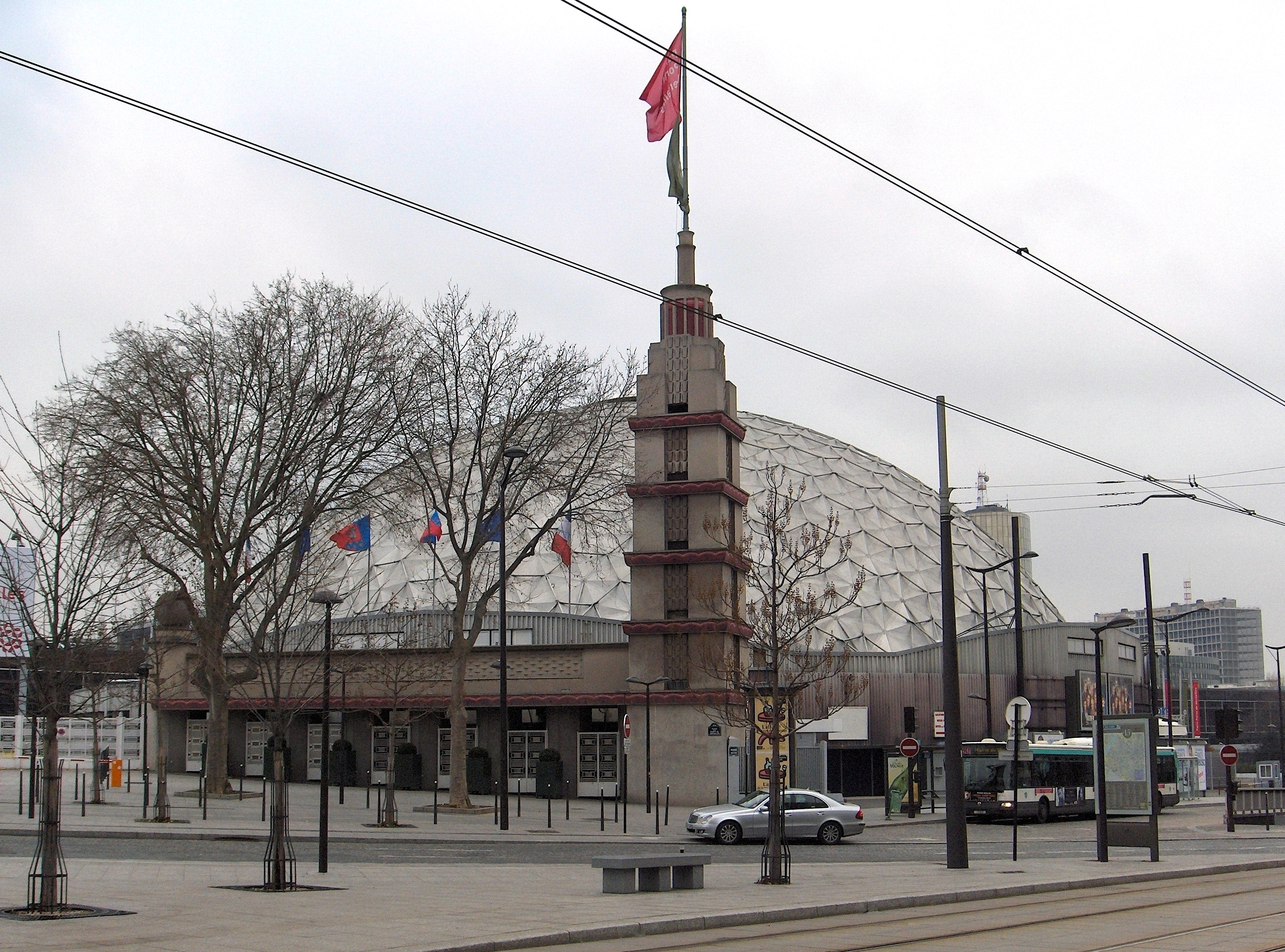
Palais des Sports, cùng lá cờ phía trên cao
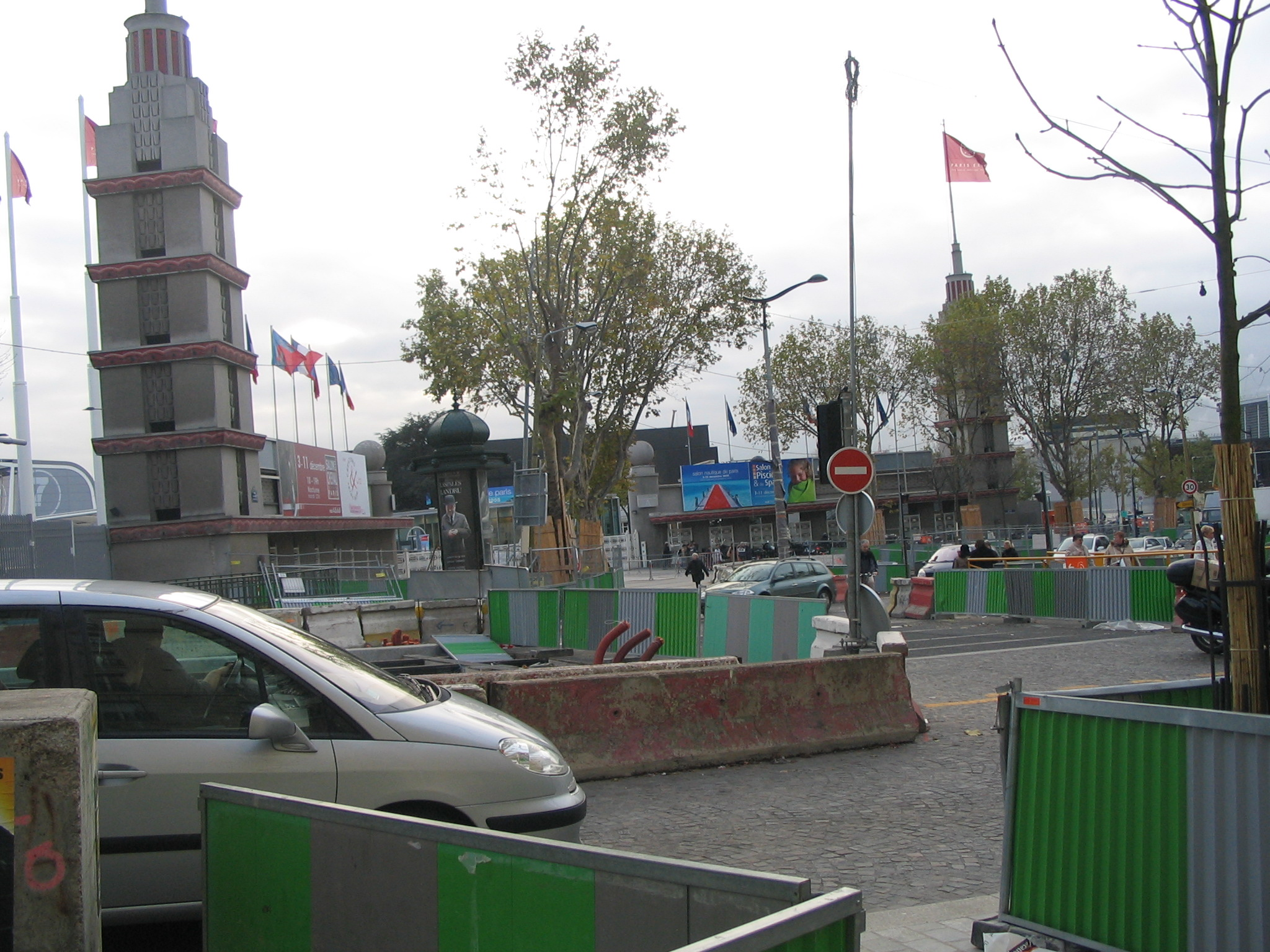
Quảng trường Porte de Versailles
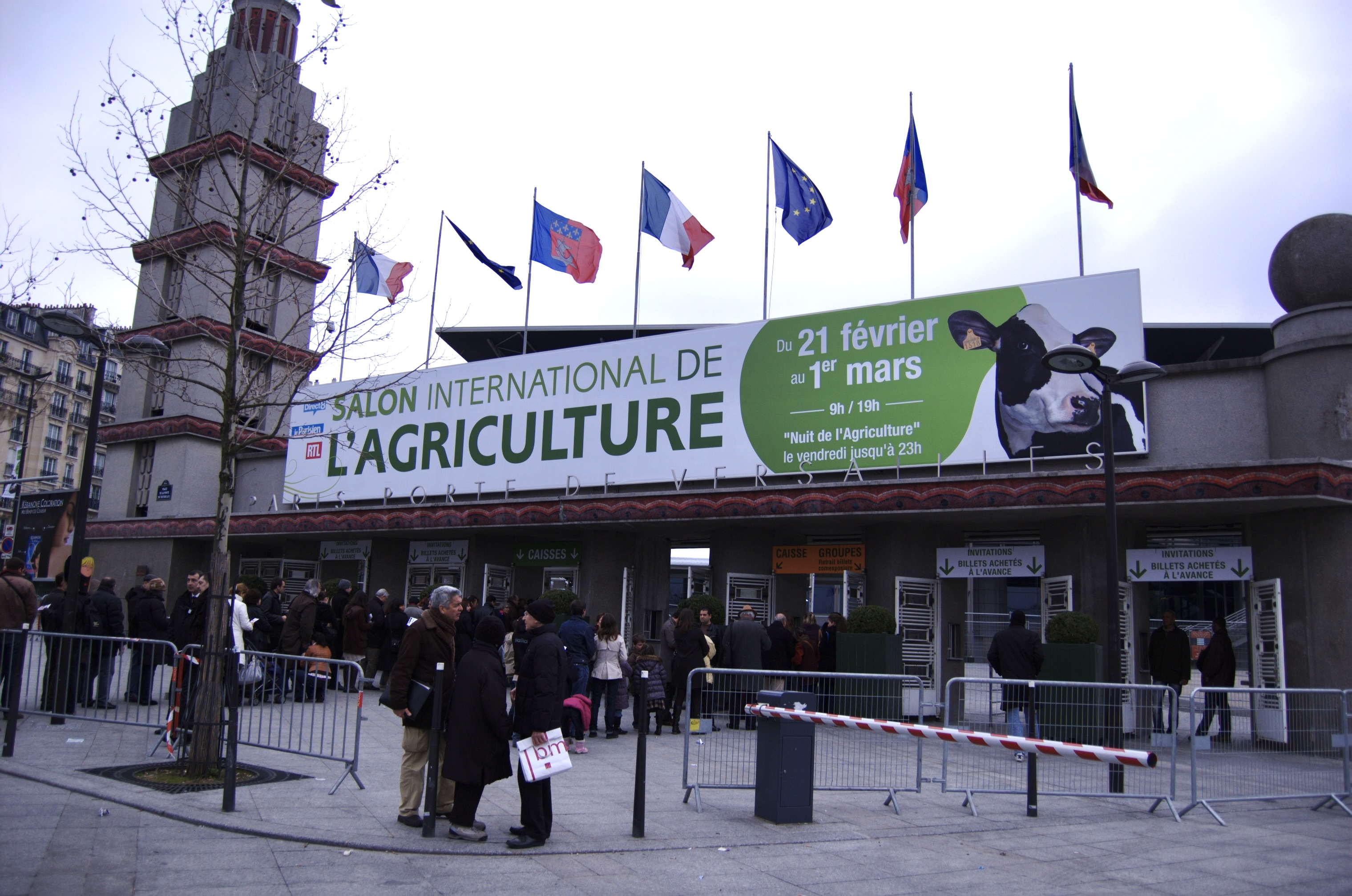
Nơi cắm các lá cờ gần Palais des Sports